# Моргенштерн, Эрин
Э́рин Моргенште́рн (англ. Erin Morgenstern; род. 1978) — американская писательница и мультимедийная художница. Наиболее известна своим романом «Ночной цирк» (2011), который был переведён на 18 языков на 2016 год и получил премию «Локус» за лучший дебютный роман.

## Биография
Эрин Моргенштерн родилась 8 июля 1978 года. Она выросла в городе Маршфилд, Массачусетс и изучала театральное и изобразительное искусство в колледже Смит в Нортгемптон, Массачусетс, где получила степень бакалавра искусств в 2000 году. Моргенштерн также рисует, в основном акриловыми красками, одна из её работ — колода карт Таро Phantomwise. Прежде чем Моргенштерн опубликовала «Ночной цирк», ей отказали тридцать литературных агентов.
Моргенштерн живёт в Нью-Йорке.

## «Ночной цирк»
Дебютный роман Моргенштерн «Ночной цирк» (англ. The Night Circus) был опубликован в сентябре 2011 года. Это фасмагорическая романтичная сказка о магии, действие которой происходит в неисторическом Лондоне конца XIX века. Книгу сравнивают с серией о Гарри Поттере, а также с работами Нила Геймана, Рэя Брэдбери, Сюзанны Кларк и Стивена Миллхаузер. Роман направлен на подростковую аудиторию. Первый тираж книги превысил 175 000 экземпляров и права на перевод книги были проданы в 30 странах. Права на экранизацию получила независимая американская киностудия Summit Entertainment. Вышла также аудиокнига, которую читает Джим Дейл. Британский издатель книги договорился со студией видеоигр Failbetter Games о создании игры-головоломки, сопровождающей книгу.
Роман «Ночной цирк» получил премию «Алекс» от Американской библиотечной ассоциации и премию «Локус» за лучший дебютный роман. Роман был в списке бестселлеров по версии The New York Times семь недель.